# 니콜라 베도스
니콜라 베도스(Nicolas Bedos, 1980년 4월 21일 ~ )는 프랑스의 시나리오 작가, 연극 감독, 배우이다.

## 출연 작품
- 마스커레이드 (2022)
- 프롬 아프리카 위드 러브 (2021)
- 카페 벨에포크 (2019)
- 미스터 앤 미세스 아델만 (2017)
- 인비테이션 (2016)
- 이지 웨이 아웃 (2014)
- 러브 인 비즈니스클래스 (2013)
- 플레이어스 (2012)
- 사랑의 유효기간은 3년 (2011)